# Chamberlin, Powell and Bon
Chamberlin, Powell and Bon ist der Name eines einflussreichen britischen Architekturbüros der Moderne, das 1952 von Peter „Joe“ Chamberlin (1919–1978), Geoffry Powell (1920–1999) und Christof Bon (1921–1999) gegründet wurde. Zu ihren wichtigsten Werken zählt der Barbican-Komplex mit dem Barbican Centre in London, das dem Brutalismus zugeordnet wird.
Die drei Architekten trafen Ende der 1940er Jahre als Dozenten an der Kingston School of Art zusammen, wo sie entschieden, ein gemeinsames Büro zu eröffnen. Sie nahmen mit 1952 mit drei separaten Entwürfen an dem Architekturwettbewerb für das Golden Lane Estate teil, einem Projekt des öffentlichen Wohnungsbaus in London. Powell ging als Sieger aus dem Wettbewerb hervor, das Büro wurde gegründet und man setzte das Projekt gemeinsam um.
Das erste Büro der Architektengemeinschaft befand sich bei den Avenue Studios in Sydney Mews. Um 1960 entwickelte sich die Auftragslage so positiv, dass man zur Planung der Erweiterung der University of Leeds zusätzliche Räume anmieten musste. Für die Planung des Barbican wurden ebenfalls separate Räume benötigt.
Während Powell häufig an eigenen Projekten mit eigenen Assistenten arbeitete und nur gelegentlich an Gemeinschaftsprojekten – insbesondere im Bereich Landschaftsplanung – mitarbeitete, arbeiteten Chamberlin und Bon enger zusammen. Bei diesen beiden, die ebenfalls beide mit eigenen Teams arbeiteten, war Chamberlin häufig für die ersten Grobentwürfe und Ideen zuständig, während Bon sich auf die Detaillierung konzentrierte.
Das Büro war in den 1960ern endgültig etabliert; die drei Partner befanden sich jedoch auch persönlich in sicheren finanziellen Verhältnissen, so dass man für größere Projekte auch aufwendigere und ausgefeiltere Entwürfe als üblich einreichen konnte.
Chamberlin starb 1978 im Alter von 59 Jahren, nur zwei Wochen nachdem er Mitglied der Royal Academy geworden war und während der Planung und des Baus des Barbican Centres. 1975 wurde der Architekt Frank Woods als neuer Partner des Büros, und nachdem Powel und Bon sich 1987 zur Ruhe setzten, fusionierte er mit dem größeren Büro Austin-Smith:Lord. Bon und Powell starben 1999 innerhalb weniger Wochen.

## Bauten (Auswahl)
- Golden Lane Estate, London, 1953
- Barbican-Komplex London (Barbican Estate 1965–1976, Barbican Centre 1982)
- New Hall, Cambridge
- University of Leeds (Erweiterung), Yorkshire